# Goniaea furcifera
Goniaea furcifera är en insektsart som först beskrevs av Walker, F. 1870.  Goniaea furcifera ingår i släktet Goniaea och familjen gräshoppor. Inga underarter finns listade i Catalogue of Life.